# 분석마르크스주의
분석마르크스주의(영어: Analytical Marxism)는 1980년대 영미 철학자 및 사회학자들에게서 시작된 마르크스주의 이론이다. 소위 "9월 모임"의 구성원들이 크게 관련되어 있다. 초기에는 스스로를 "개소리가 아닌 마르크스주의(Non-Bullshit Marxism)"라고 유머러스하게 표현하기도 했던 9월 모임은 "이념의 안개 속에 덮여 있던 물음들에 대한 명료하고 엄격한 사고"라는 데이비드 밀러의 말로 대표된다. 이 조류에 연관된 주요 학자들로는 G. A. 코헨, 존 로머, 욘 엘스터, 아담 쉐보르스키, 에릭 올린 라이트, 힐렐 슈타이너, 필리프 바 파레스, 로베르트얀 반 데어 빈 등이 있다.
분석마르크스주의자들은 칼 마르크스 및 그 후계자들의 이론을 해석할 때 분석철학의 기법들과 합리적 선택이론,  게임 이론 같은 현대 사회과학을 적용한다. 가장 유명한 분석마르크스주의자는 옥스퍼드 대학교 소속의 G. A. 코헨이다. 코헨의 1978년 저서 『카를 마르크스의 역사이론』이 분석마르크스주의 학파의 시작이라고 말할 수 있다. 이 책에서 코헨은 논리학적·언어학적 분석을 도구로 삼아 마르크스의 유물론적 역사해석을 해석 및 옹호하려고 시도했다. 다른 중요 분석마르크스주의자로는 경제학자 존 로머, 사회과학자 욘 엘스터, 사회학자 에릭 올린 라이트 등이 있다. 상기 인물들은 모두 코헨의 저작에 바탕하여, 코헨의 분석철학적 기법에 현대 사회과학적 방법을 더하여 마르크스 이론을 해석하려 하였다.
코헨 본인은 나중에 롤스주의 정치철학에 참여하여 전통적 마르크스주의는 물론 사회자유주의자인 롤즈나 우파자유의지주의자 로버트 노직 같은 정치철학자들의 이론과 모두 대조되는 사회주의 정의이론을 만들려고 시도했다.

## 이론
분석마르크스주의(Analytical Marxism)는 ‘마르크스주의의 철학적‧이론적 유산을 현대 분석철학과 실증적 사회과학의 도구로 재구성하려는 시도’로 규정할 수 있다. 이 흐름은 1970년대 후반 영미권 학계에서 시작되어, Gerald A. Cohen, John Roemer, Erik Olin Wright, Jon Elster, Adam Przeworski 등을 중심으로 전개되었다. 그들은 모호한 개념이나 은유적 서술을 배제하고 논리적 명확성(logical rigor)과 경험적 검증 가능성을 중시하며, 분석철학의 서술들과 수학적 모델링·게임이론·미시적 선택이론 등 당시 사회과학 방법론을 적극적으로 도입하였다. 그 과정에서 전통적 마르크스주의의 핵심 명제들인 노동가치론, 역사적 필연성, 토대-상부구조 도식 등은 상당 부분 비판·수정·폐기되었다.

### 역사이론: G. A. 코헨
G. A. 코헨은 『카를 마르크스의 역사이론 (Karl Marx’s Theory of History: A Defence)』(1978)에서 마르크스의 역사유물론을 ‘기능주의’적 관점에서 ‘기술 결정론’적으로 재해석했다. 인류사는 생산력이 발전하는 방향으로 움직이며, 기존의 생산관계가 생산력 발전을 억제할 때 사회혁명이 발생한다는 것이다. 생산관계는 오직 생산력에 ‘기능적으로 적합’할 때만 지속될 수 있고, 부적합해지면 새로운 관계(예: 봉건제→자본주의)로 대체된다. 이러한 역사이론을 통해 기존의 마르크스주의 이론들을 분석적 명제들로 재구성하여 생산양식 변동이 어떻게 경제적 갈등·계급투쟁을 유발하는지를 구조적으로 설명하고자 하였다.

### 분석적 경제이론: John Roemer
존 로머는 전통적인 마르크스주의의 노동가치론이 불필요하거나 잘못되었다고 보고, 신고전파 경제학의 일반균형이론과 게임이론을 통해 착취와 계급을 재정의하고 분석하고자 하였다. 로머는 인간은 주어진 제도 안에서 이기적으로 합리적 선택을 한다는 전제를 도입하여 이로 인해 자본주의에서의 착취와 계급이 어떻게 구조적으로 재생산되는지를 모델링 할 수 있다고 보았다.
그는 『A General Theory of Exploitation and Class』(1982)에서 착취를 '노동시간'이 아니라 '자산의 불균등(생산수단에 대한 접근성)'에 의한 것으로 설명했다. 동일 조건에서 자산이 없는 노동자는 생존을 위해 자신의 노동력을 판매할 수밖에 없으며, 이러한 구조적 강제를 곧 착취로 정의하였다. 이를 통해 그는 착취는 대부분의 예전 마르크스주의자들이 생각했던 것처럼 노동과정에서 비롯되는 것이 아니고, 사회내의 재산의 분포와 소유 관계의 구조에서 비롯되어 시장 교환에서 발생한다고 주장했다. 주목할 점은,‘착취’가 순전히 기술적 범주로 이해될 때에는 반드시 도덕적인 잘못을 뜻하지는 않는다는 것이다(아래 § 정의론과 규범철학 참고). 따라서 그는 마르크스주의자들이 전통적으로 중시해온 생산 과정에서의 계급 간 관계라는 미시적 수준의 초점을 버리고, 사회에서의 재산 분배구조라는 거시적 수준에 주목해야 한다고 권고했다.

### 방법론적 개인주의: 욘 엘스터
욘 엘스터는 마르크스의 총체론적, 모호한 명제를 제거하고, 사회현상을 ‘개인의 욕망, 제약, 기회’라는 미시적 단위로 환원하여 설명한다. 그 과정에서 미시적, 경험적 기반이 약하다고 생각되는 노동가치론이나 혁명의 필연성 등의 전통 이론의 많은 부분들을 폐기하고 계급이나 구조보다는 행위자의 전략적 상호작용에 주목하여, 합리적 선택이론과 게임이론을 통해 혁명, 집단행동, 규범 형성 과정을 분석했다. 경제이론보다는 사회과학적 방법론에 더 기여하였으며 이를 통해 마르크스주의 이론을 경험적 사회과학과 접목하는 방법론적 틀을 형성하고자 하였다.

### 계급 구조의 실증분석: 에릭 올린 라이트
에릭 올린 라이트는 『Classes』(1985)에서 현대 자본주의의 복잡한 계급 지형을 실증적으로 분석하고자 하였다. 그는 현대 기업 내 관리자·감독자·전문직 등 ‘모호한 위치’에 있는 '중간계급' 집단을 정교하게 유형화하여, 마르크스주의의 전통적인 ‘자본가와 노동자’라는 이분법적 구도를 비판적으로 분석해 재설명하고 보완하고자 하였다. 그는 방법론면에서 대규모 설문조사와 계량적 모델을 활용해 현대 자본주의 사회에서 계급과 경제 권력이 작동하는 메커니즘을 설명하고자 했다.

## 정의론과 규범철학
분석마르크스주의자들은 전통적 마르크스주의가 도덕과 정의의 문제를 무시하거나 부차적인 것으로 여긴 점을 비판하며, 도덕적 규범철학에 대한 논의에 적극적으로 참여하였다.

## 같이 보기
- 신마르크스주의

## 추가 읽기
- “Analytical Marxism”. 《Stanford Encyclopedia of Philosophy》. 2022년 9월 5일. 2025년 4월 10일에 확인함.
- “Analytical Marxism”. 《Encyclopedia Britannica》. 2023년 12월 7일. 2025년 5월 21일에 확인함.